# チョウチョウウオ科
チョウチョウウオ科 (チョウチョウウオか、Chaetodontidae) は、スズキ目スズキ亜目に属する科。世界中の暖かい海のサンゴ礁などに約130種以上が生息し、日本近海でも53種が見られる。木の葉のように丸くて薄い体型をしており、鮮やかな色彩をもつものが多い。英語ではButterflyfish（バタフライフィッシュ）と呼ばれる。また、チョウチョウウオの名の由来は「サンゴ礁のなかをひらひらと泳ぐ様」を「お花畑をひらひらと飛ぶチョウ」の姿に準えたものである。この科は種類も多く、人気の高い観賞魚の仲間であり、今日では多くの種が観賞魚として流通している。
科の学名 Chaetodontidae は、ギリシア語のchaite とodous に由来し、それぞれ「髪の毛」、「歯」を意味する。本科の魚の口には毛のような歯が生えており、これを表したものであろう。キンチャクダイ科 Pomacanthidae に近縁だが、本科は鰓蓋に棘がないことで区別される。

## 形態

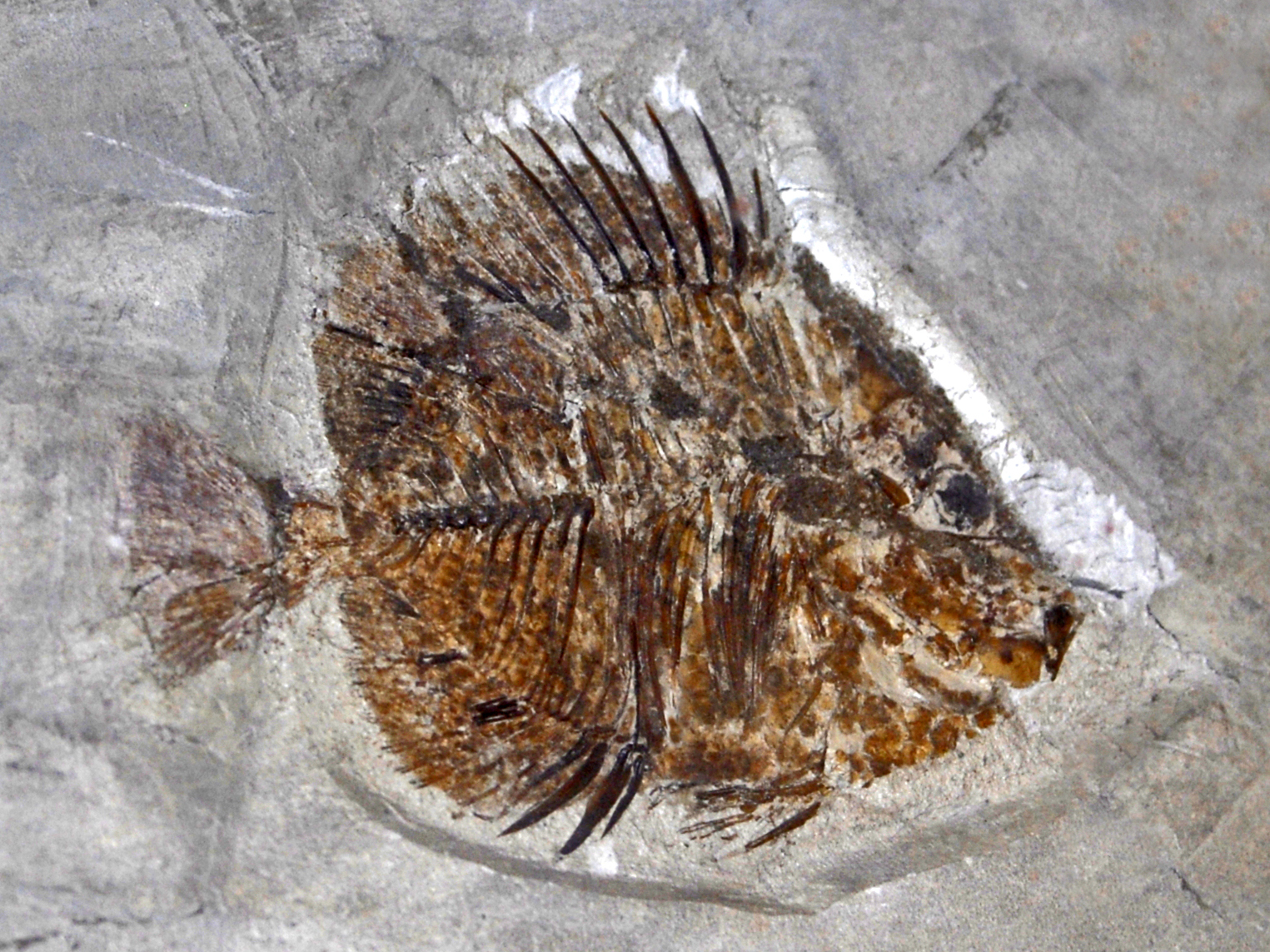
チョウチョウウオ属の化石

本科の仲間は小型で、最大のニセフウライチョウチョウウオ Chaetodon lineolatusでも30 cm程度にしかならない。ほとんどの種がサンゴ礁や岩礁での生活に適応し、サンゴや岩の隙間を自在に遊泳できるよう左右に扁平（側扁体型）な体形を持つ。尖った口吻を持つ種類が多く、これは微小なプランクトンや狭い隙間に潜む小動物などを餌とする生態に対応する（下記「食性によるグループ分け」参照）。横から見た形は円盤形で、背鰭と臀鰭（しりびれ）が後方まで延長し、尾鰭と接近する。様々な模様のものが多く中には似たような模様のものまでいる。鮮やかに彩られた体の模様は、同種個体間でのコミュニケーションに役立っているという。また、多くの種では体の後方に目玉模様（アイ・スポット）を備え、捕食者に目（頭部）の位置を錯誤させることで生存上有利に作用していると考えられる。本当の眼は黒い帯状模様に隠れていることが多い。また、本科は食性により大きく3つに分けられる。
1. 雑食性（小型の甲殻類、サンゴのポリプ、コケなどの植物質のものなど様々なものを口にする）
アケボノチョウ、アミチョウ、アミメチョウ、イッテンチョウ、オニハタタテダイ、カガミチョウ、ゲンロクダイ、コクテンカタギ、ゴマチョウ、シラコダイ、スダレチョウ、セグロチョウ、チョウチョウウオ、チョウハン、ツキチョウ、テングチョウ、トゲチョウ、ニセフウライチョウ、ハタタテダイ、ヒメフウライチョウ、フウライチョウ、フエヤッコダイ、ベニオチョウ、ミゾレチョウ、ムレハタタテ、ユウゼン、レモンチョウ、インディアンバタフライフィッシュ、ゴールデン・バタフライフィッシュ、ブルーストライプド・バタフライフィッシュなど……吻が尖がっている。
2. ポリプ食性（サンゴのポリプを主食とする）
ウミヅキチョウ、オウギチョウ、スミツキトノサマダイ、トノサマダイ、ハクテンカタギ、ハナグロチョウ、ミカドチョウ、ミスジチョウ、ミナミハタタテ、ヤスジチョウ、ヤリカタギ、ゴールデン・ストライプド・バタフライフィッシュ、レインフォーズ・バタフライフィッシュなど……吻はそれほど尖がっていない。
3. プランクトン食性（プランクトンを主食とする）
カスミチョウ、トンプソン・バタフライ、ブラックピラミッド・バタフライなど……雑食性ほどではないが吻が若干尖がっている。
4. 食性不明（何を口にするか不明なもの）
ウラシマチョウ、オブリーク・バタフライフィッシュなど……吻が尖っている。

## 生態
浅瀬のサンゴ礁や磯で一生を過ごすが、中にはウラシマチョウチョウウオ Prognathodes guyotensisなど深海でしか見つかっていない種もいる。餌はサンゴのポリプや動物プランクトン、海綿、その他の無脊椎動物などである。他の魚の体表についている寄生虫を食べるクリーニング行動を行う種も知られている。昼行性で、夜はサンゴや岩の陰に隠れて眠る。また、昼夜で体色や模様が変化することが知られ、夜間の体色・模様は鮮やかではなく黒ずんでいる。
本科の仔魚はトリクティス幼生と呼ばれ、頭部の骨が大きく張り出して兜をかぶったような独特の体型をしている。成長すると変態し、頭蓋骨は普通の大きさになる。

### 地球温暖化の影響
サンゴ礁のチョウチョウウオは、地球温暖化による海水温の上昇とそれに伴う熱ストレスを回避するために温帯海域へ移動することがある。特にポリプ食性のチョウチョウウオは、地球温暖化によるサンゴの白化と熱ストレスの影響を受けやすい。
日本でも、東京湾で11月になっても生存しているチョウチョウウオの幼魚が発見されている。

## 分類
チョウチョウウオ科 Chaetodontidae は12属133種を含む。

### チョウチョウウオ属
チョウチョウウオ属 Chaetodon - 87種。タイプ種はFoureye butterflyfish Chaetodon capistratus。チョウチョウウオ科の中で最大の属である。
- アケボノチョウチョウウオ Blackback butterflyfish Chaetodon melannotus (Bloch & J. G. Schneider, 1801)
- アミチョウチョウウオ Latticed butterflyfish Chaetodon rafflesii (E. T. Bennett, 1830)
- アミメチョウチョウウオ Pearlscale butterflyfish Chaetodon xanthurus (Bleeker, 1857)
- イッテンチョウチョウウオ Teardrop butterflyfish Chaetodon unimaculatus (Bloch, 1787)
- ウミヅキチョウチョウウオ Bennett’s butterflyfish Chaetodon bennetti (G. Cuvier, 1831)
- オウギチョウチョウウオ Scrawled butterflyfish Chaetodon meyeri (Bloch & J. G. Schneider, 1801)
- カガミチョウチョウウオ Asian butterflyfish Chaetodon argentatus (H. M. Smith & Radcliffe, 1911)
- クラカケチョウチョウウオ Philippine butterflyfish Chaetodon adiergastos (Seale, 1910)
- コクテンカタギ Crochet butterflyfish Chaetodon guentheri (C. G. E. Ahl, 1923)
- ゴマチョウチョウウオ Speckled butterflyfish Chaetodon citrinellus (G. Cuvier, 1831)
- シチセンチョウチョウウオ Spotband butterflyfish Chaetodon punctatofasciatus (G. Cuvier, 1831)
- シテンチョウチョウウオ Fourspot butterflyfish Chaetodon quadrimaculatus (J. E. Gray, 1831)
- シラコダイ Japanese butterflyfish Chaetodon nippon (Steindachner & Döderlein, 1883)
- スダレチョウチョウウオ Pacific double-saddle butterflyfish Chaetodon ulietensis (G. Cuvier, 1831)
- スミツキトノサマダイ Blueblotch butterflyfish Chaetodon plebeius (G. Cuvier, 1831)
- セグロチョウチョウウオ Saddle butterflyfish Chaetodon ephippium (G. Cuvier, 1831)
- チョウチョウウオ Oriental butterflyfish Chaetodon auripes (D. S. Jordan & Snyder, 1901)
- チョウハン Raccoon butterflyfish Chaetodon lunula (Lacépède, 1802)
- ツキチョウチョウウオ Hong Kong butterflyfish Chaetodon wiebeli (Kaup, 1863)
- テングチョウチョウウオ Yellow-dotted butterflyfish Chaetodon selene (Bleeker, 1853)
- トゲチョウチョウウオ Threadfin butterflyfish Chaetodon auriga (Forsskål, 1775)
- トノサマダイ Mirror butterflyfish Chaetodon speculum (G. Cuvier, 1831)
- ニセフウライチョウチョウウオ Lined butterflyfish Chaetodon lineolatus (G. Cuvier, 1831)
- ハクテンカタギ Mailed butterflyfish Chaetodon reticulatus (G. Cuvier, 1831)
- ハナグロチョウチョウウオ Ornate butterflyfish Chaetodon ornatissimus (G. Cuvier, 1831)
- ヒメフウライチョウチョウウオ Spot-nape butterflyfish Chaetodon oxycephalus (Bleeker, 1853)
- フウライチョウチョウウオ Vagabond butterflyfish Chaetodon vagabundus (Linnaeus, 1758)
- ベニオチョウチョウウオ Yellowback butterflyfish  Chaetodon mertensii (G. Cuvier, 1831)
- ミカドチョウチョウウオ Eastern triangle butterflyfish Chaetodon baronessa (G. Cuvier, 1829)
- ミスジチョウチョウウオ Oval butterflyfish Chaetodon lunulatus (Quoy & Gaimard, 1825)
- ミゾレチョウチョウウオ Sunburst butterflyfish Chaetodon kleinii (Bloch, 1790)
- ヤスジチョウチョウウオ Eightband butterflyfish Chaetodon octofasciatus (Bloch, 1787)
- ヤリカタギ Chevron butterflyfish Chaetodon trifascialis (Quoy & Gaimard, 1825)
- ユウゼン Wrought-iron butterflyfish Chaetodon daedalma (D. S. Jordan & Fowler, 1902)
- レモンチョウチョウウオ Dotted butterflyfish Chaetodon semeion (Bleeker, 1855)
- バージェス・バタフライフィッシュ Burgess' butterflyfish Chaetodon burgessi (G. R. Allen & Starck, 1973)
- Andaman butterflyfish Chaetodon andamanensis (Kuiter & Debelius, 1999)
- West Australian butterflyfish Chaetodon assarius (Waite, 1905)
- Golden-striped butterflyfish Chaetodon aureofasciatus (Macleay, 1878)
- Blacktail butterflyfish Chaetodon austriacus (Rüppell, 1836)
- Brownburnie Chaetodon blackburnii (Desjardins, 1836)
- Foureye butterflyfish Chaetodon capistratus (Linnaeus, 1758)
- Redtail butterflyfish Chaetodon collare (Bloch, 1787)
- Marquesas butterflyfish Chaetodon declivis (J. E. Randall, 1975)
- Indian vagabond butterflyfish Chaetodon decussatus (G. Cuvier, 1829)
- Oman butterflyfish Chaetodon dialeucos (Salm & Mee, 1989)
- African butterflyfish Chaetodon dolosus (C. G. E. Ahl, 1923)
- Blackwedged butterflyfish Chaetodon falcula (Bloch, 1795)
- Diagonal butterflyfish Chaetodon fasciatus (Forsskål, 1775)
- Black butterflyfish Chaetodon flavirostris (Günther, 1874)
- Yellow-crowned butterflyfish Chaetodon flavocoronatus (Myers, 1980)
- Bluestriped butterflyfish Chaetodon fremblii (E. T. Bennett, 1828)
- Gardner's butterflyfish Chaetodon gardineri (Norman, 1939)
- Peppered butterflyfish Chaetodon guttatissimus (E. T. Bennett, 1833)
- Four-banded butterflyfish Chaetodon hoefleri (Steindachner, 1881)
- Threebanded butterflyfish Chaetodon humeralis (Günther, 1860)
- Yellow teardrop butterflyfish Chaetodon interruptus (C. G. E. Ahl, 1923)
- Hooded butterflyfish Chaetodon larvatus (G. Cuvier, 1831)
- Somali butterflyfish Chaetodon leucopleura (Playfair, 1867)
- Easter Island butterflyfish Chaetodon litus (J. E. Randall & D. K. Caldwell, 1973)
- Seychelles butterflyfish Chaetodon madagaskariensis (C. G. E. Ahl, 1923)
- Doublesash butterflyfish Chaetodon marleyi (Regan, 1921)
- Arabian butterflyfish Chaetodon melapterus (Guichenot, 1863)
- White-face butterflyfish Chaetodon mesoleucos (Forsskål, 1775)
- Millet butterflyfish Chaetodon miliaris (Quoy & Gaimard, 1825)
- Indian butterflyfish Chaetodon mitratus (Günther, 1860)
- Pebbled butterflyfish Chaetodon multicinctus (A. Garrett, 1863)
- Black-spotted butterflyfish Chaetodon nigropunctatus (Sauvage, 1880)
- Spotfin butterflyfish Chaetodon ocellatus (Bloch, 1787)
- Spot-tail butterflyfish Chaetodon ocellicaudus (G. Cuvier, 1831)
- Eritrean butterflyfish Chaetodon paucifasciatus (C. G. E. Ahl, 1923)
- Sunset butterflyfish Chaetodon pelewensis (Kner, 1868)
- Horseshoe butterflyfish Chaetodon pictus (Forsskål, 1775)
- Rainford's butterflyfish Chaetodon rainfordi (McCulloch, 1923)
- Three-banded butterflyfish Chaetodon robustus (Günther, 1860)
- Saint Helena butterflyfish Chaetodon sanctaehelenae (Günther, 1868)
- Reef butterflyfish Chaetodon sedentarius (Poey, 1860)
- Golden butterflyfish Chaetodon semilarvatus (G. Cuvier, 1831)
- Smith's butterflyfish Chaetodon smithi (J. E. Randall, 1975)
- Banded butterflyfish Chaetodon striatus (Linnaeus, 1758)
- Hawaiian butterflyfish Chaetodon tinkeri (L. P. Schultz, 1951)
- Triangle butterflyfish Chaetodon triangulum (G. Cuvier, 1831)
- Tahiti butterflyfish Chaetodon trichrous (Günther, 1874)
- Three-striped butterflyfish Chaetodon tricinctus (Waite, 1901)
- Melon butterflyfish Chaetodon trifasciatus (M. Park, 1797)
- Yellowhead butterflyfish Chaetodon xanthocephalus (E. T. Bennett, 1833)
- Zanzibar butterflyfish Chaetodon zanzibarensis (Playfair, 1867)

### ハタタテダイ属
ハタタテダイ属 Heniochus - 8種。タイプ種はハタタテダイ。
- オニハタタテダイ Masked bannerfish Heniochus monoceros (G. Cuvier, 1831)
- シマハタタテダイ Singular bannerfish Heniochus singularis (H. M. Smith & Radcliffe, 1911)
- ツノハタタテダイ Horned bannerfish Heniochus varius (G. Cuvier, 1829)
- ハタタテダイ Pennant coralfish Heniochus acuminatus (Linnaeus, 1758)
- ミナミハタタテダイ Threeband pennantfish Heniochus chrysostomus (G. Cuvier, 1831)
- ムレハタタテダイ False moorish idol Heniochus diphreutes (D. S. Jordan, 1903)
- Red Sea bannerfish Heniochus intermedius (Steindachner, 1893)
- Phantom bannerfish Heniochus pleurotaenia (C. G. E. Ahl, 1923)

### ハシナガチョウチョウウオ属
ハシナガチョウチョウウオ属 Chelmon - 3種。タイプ種はハシナガチョウチョウウオ。
- ハシナガチョウチョウウオ Copperband butterflyfish Chelmon rostratus (Linnaeus, 1758)
- Margined coralfish Chelmon marginalis (J. Richardson, 1842)
- Blackfin coralfish Chelmon muelleri (Klunzinger, 1880)

### タキゲンロクダイ属
タキゲンロクダイ属 Coradion - 3種。タイプ種はキスジゲンロクダイ。
- キスジゲンロクダイ Goldengirdled coralfish Coradion chrysozonus (G. Cuvier, 1831)
- タキゲンロクダイ Highfin coralfish Coradion altivelis (McCulloch, 1916)
- Twospot coralfish Coradion melanopus (G. Cuvier, 1831)

### フエヤッコダイ属
フエヤッコダイ属 Forcipiger - 3種。タイプ種はオオフエヤッコダイ。
- フエヤッコダイ Yellow longnose butterflyfish Forcipiger flavissimus (D. S. Jordan & E. A. McGregor, 1898)
- オオフエヤッコダイ Longnose butterflyfish Forcipiger longirostris (Broussonet, 1782)
- Forcipiger wanai (G. R. Allen, Erdmann & Sbrocco, 2012)[13]

### カスミチョウチョウウオ属
カスミチョウチョウウオ属 Hemitaurichthys - 4種。タイプ種はカスミチョウチョウウオ。
- カスミチョウチョウウオ Pyramid butterflyfish Hemitaurichthys polylepis (Bleeker, 1857)
- トンプソン・バタフライフィッシュ Thompson's butterflyfish Hemitaurichthys thompsoni (Fowler, 1923)
- Many-spined butterflyfish Hemitaurichthys multispinosus (J. E. Randall, 1975)
- Brown-and-white butterflyfish Hemitaurichthys zoster (E. T. Bennett, 1831)

### ゲンロクダイ属
ゲンロクダイ属 Roa - タイプ種はRoa excelsa。
- ゲンロクダイ Brown-banded butterflyfish Roa modesta (Temminck & Schlegel, 1844)
- パンダゲンロクダイ Roa haraguchiae (Uejo, Senou & Motomura, 2020)
- Triple-banded butterflyfish Roa australis (Kuiter, 2004)
- Hawaiian gold-barred butterflyfish Roa excelsa (D. S. Jordan, 1921)
- Indian golden-barred butterflyfish Roa jayakari (Norman, 1939)
- Roa rumsfeldi (Rocha, Pinheiro, Wandell, Rocha & Shepherd, 2017)

### テンツキチョウチョウウオ属
テンツキチョウチョウウオ属 Parachaetodon - 1種。
- テンツキチョウチョウウオ Sixspine butterflyfish Parachaetodon ocellatus (G. Cuvier, 1831)

### ウラシマチョウチョウウオ属
ウラシマチョウチョウウオ属 Prognathodes - 13種。タイプ種はLongsnout butterflyfish Prognathodes aculeatus。
- ウラシマチョウチョウウオ Prognathodes guyotensis (Yamamoto & Tameka, 1982)
- Longsnout butterflyfish Prognathodes aculeatus (Poey, 1860)
- Bank butterflyfish Prognathodes aya (D. S. Jordan, 1886)
- Orange margin butterflyfish Prognathodes basabei (Pyle & Kosaki, 2016)
- Brazilian butterflyfish Prognathodes brasiliensis (W. E. Burgess, 2001)
- Southern scythemarked butterflyfish Prognathodes carlhubbsi (Nalbant, 1995)
- Bicolor butterflyfish Prognathodes dichrous (Günther, 1869)
- Scythemarked butterflyfish Prognathodes falcifer (C. L. Hubbs & Rechnitzer, 1958)
- Twin butterflyfish Prognathodes geminus (Copus, Pyle, Greene & J. E. Randall, 2019)
- Gueze's butterflyfish Prognathodes guezei (Maugé & Bauchot, 1976)
- French butterflyfish Prognathodes guyanensis (J. Durand, 1960)
- Prognathodes marcellae (Poll, 1950)
- Oblique butterflyfish Prognathodes obliquus (Lubbock & A. J. Edwards, 1980)

### Amphichaetodon属
Amphichaetodon 属 - 2種。タイプ種はAmphichaetodon melbae。
- Lord Howe Island butterflyfish Amphichaetodon howensis (Waite, 1903)
- Narrow-barred butterflyfish Amphichaetodon melbae (W. E. Burgess & D. K. Caldwell, 1978)

### Johnrandallia属
Johnrandallia 属 - 1種。
- Blacknosed butterflyfish Johnrandallia nigrirostris (T. N. Gill, 1862)

### Chelmonops属
Chelmonops 属 - 2種。タイプ種はChelmonops truncatus。
- Western talma Chelmonops curiosus (Kuiter, 1986)
- Eastern talma Chelmonops truncatus (Kner, 1859)

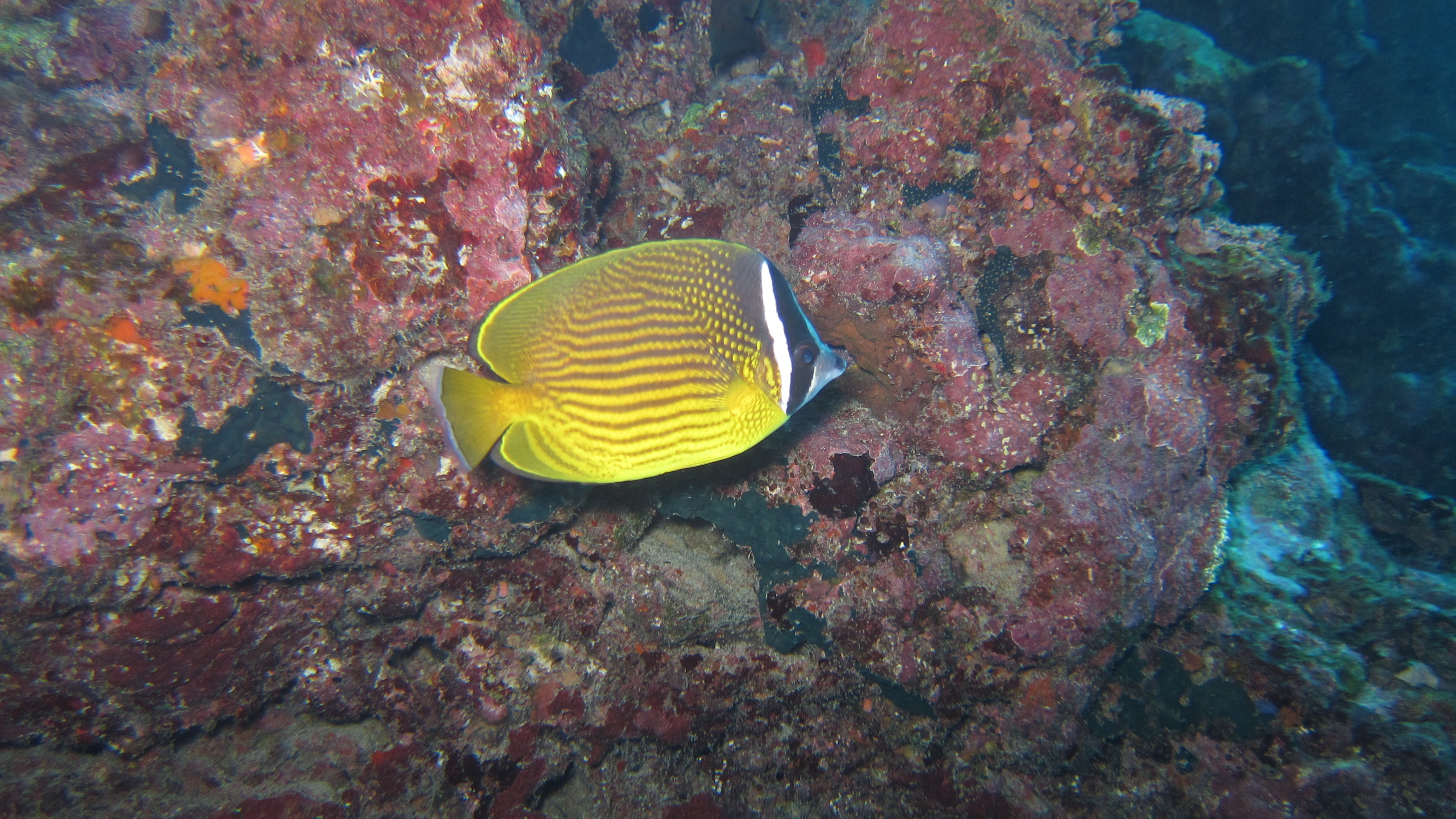
チョウチョウウオ（チョウチョウウオ属）
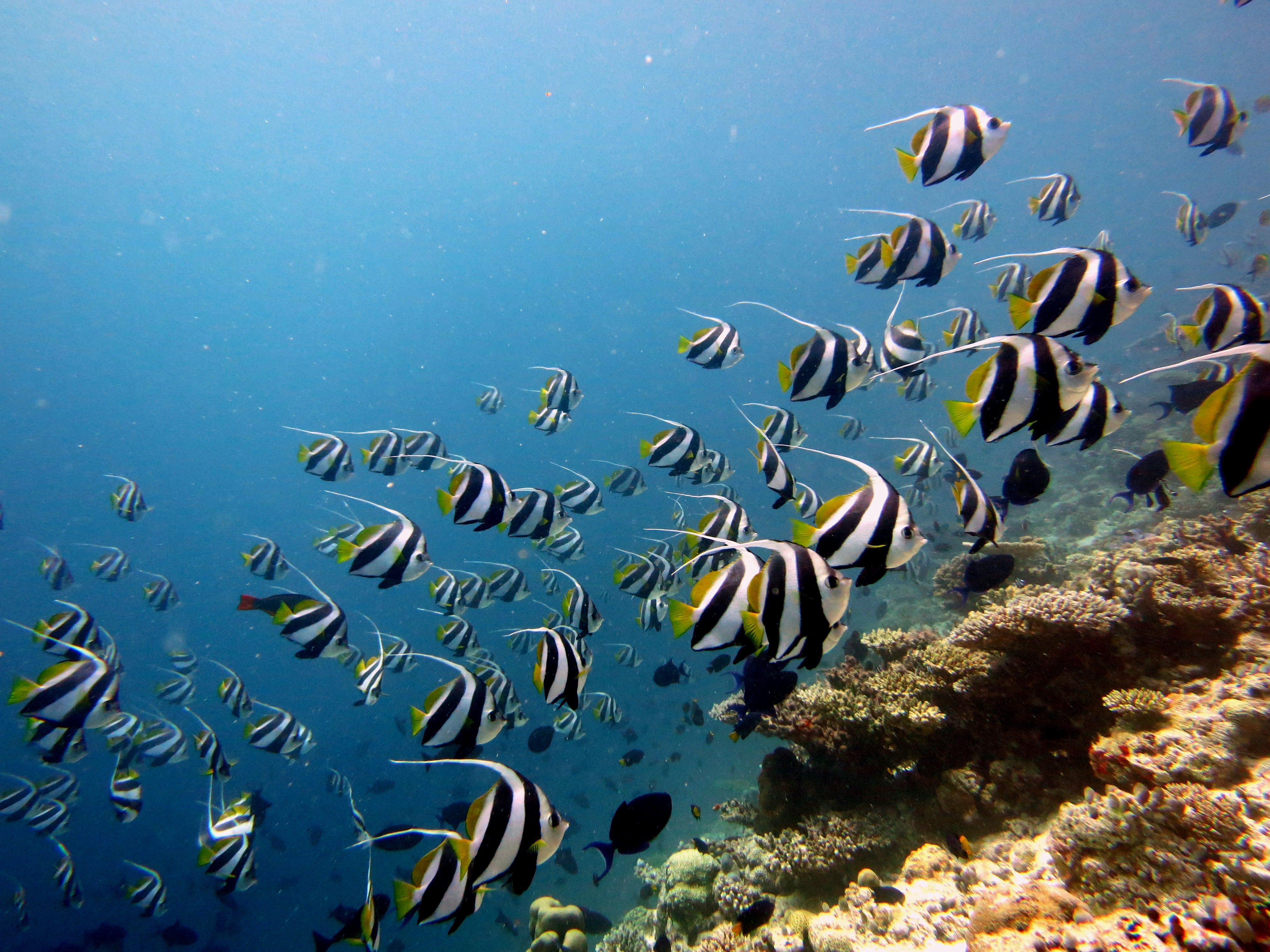
ムレハタタテダイの群（ハタタテダイ属）
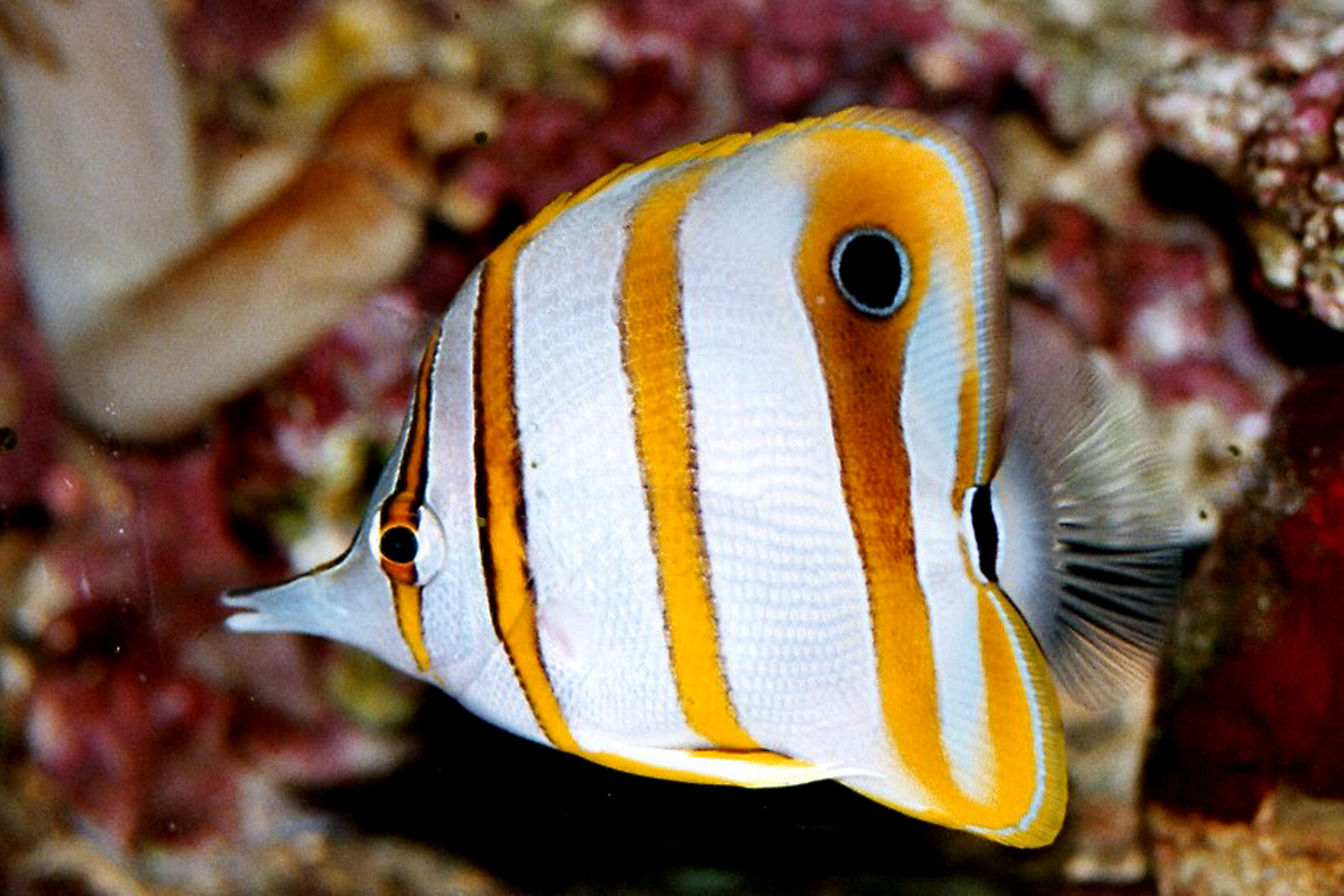
ハシナガチョウチョウウオ（ハシナガチョウチョウウオ属）
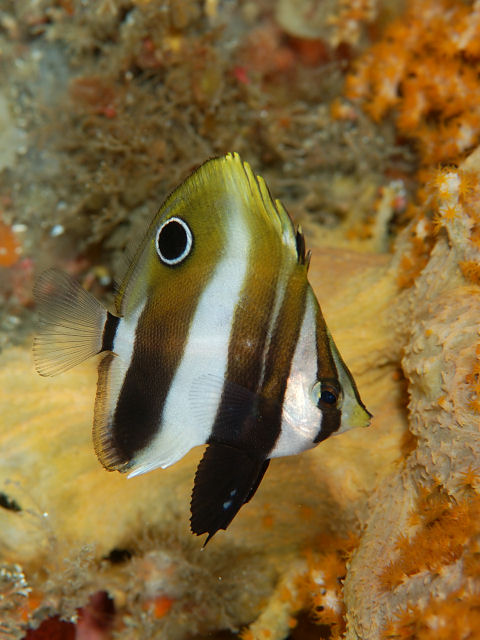
タキゲンロクダイ（タキゲンロクダイ属）
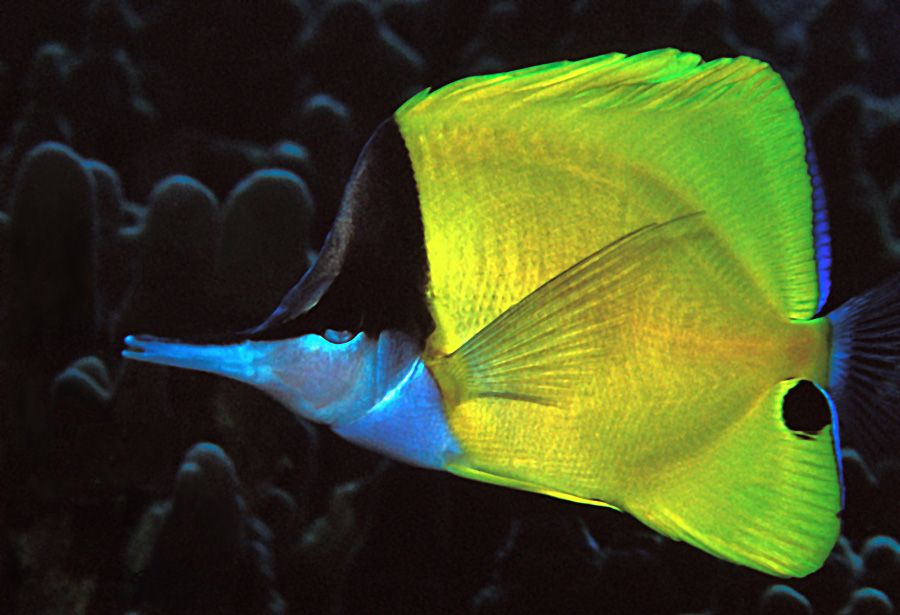
フエヤッコダイ（フエヤッコダイ属）
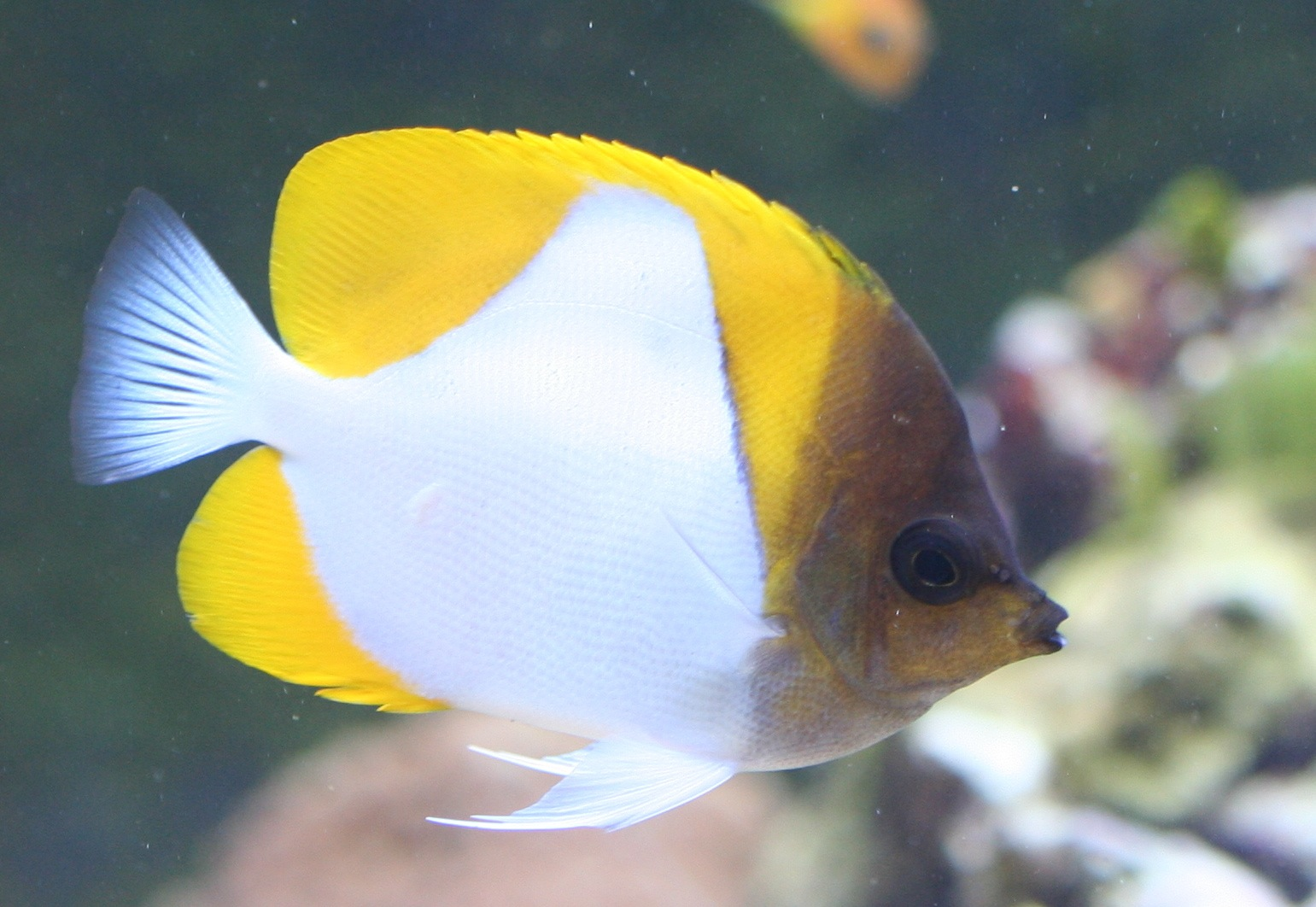
カスミチョウチョウウオ（カスミチョウチョウウオ属）
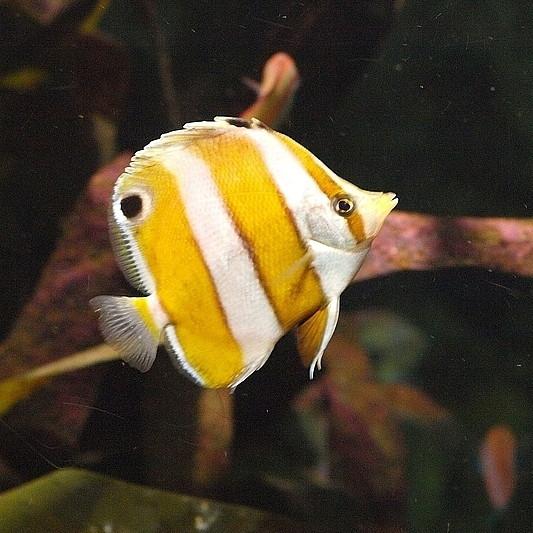
ゲンロクダイ（ゲンロクダイ属）
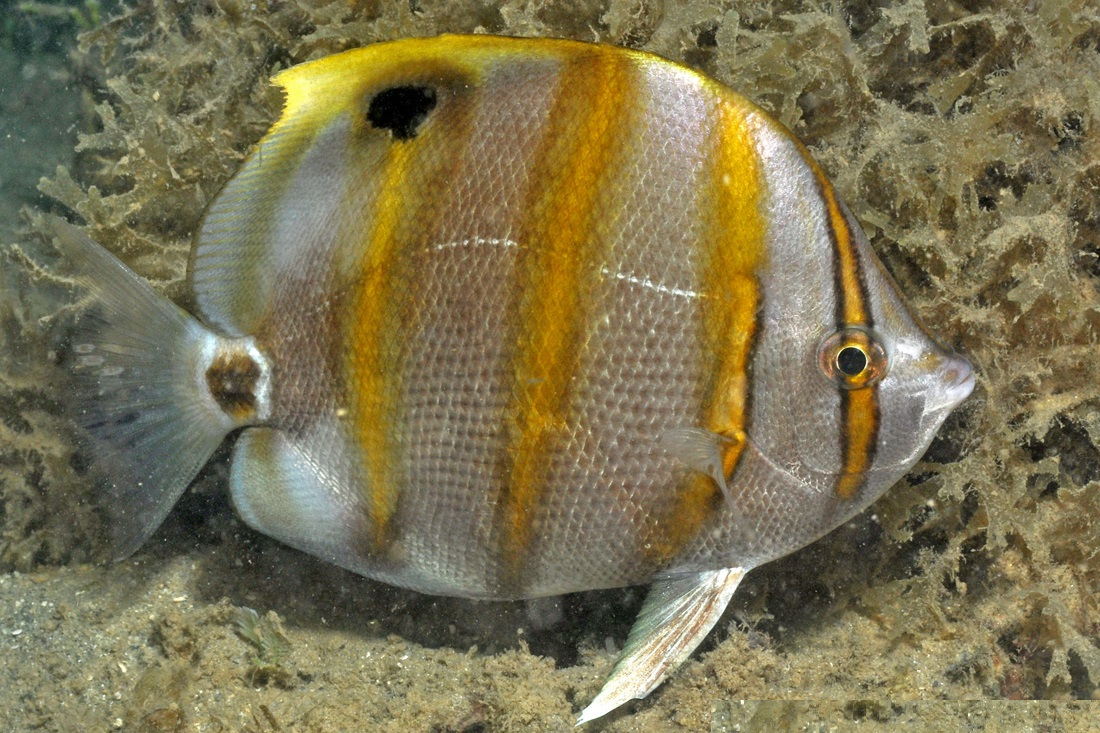
テンツキチョウチョウウオ（テンツキチョウチョウウオ属）
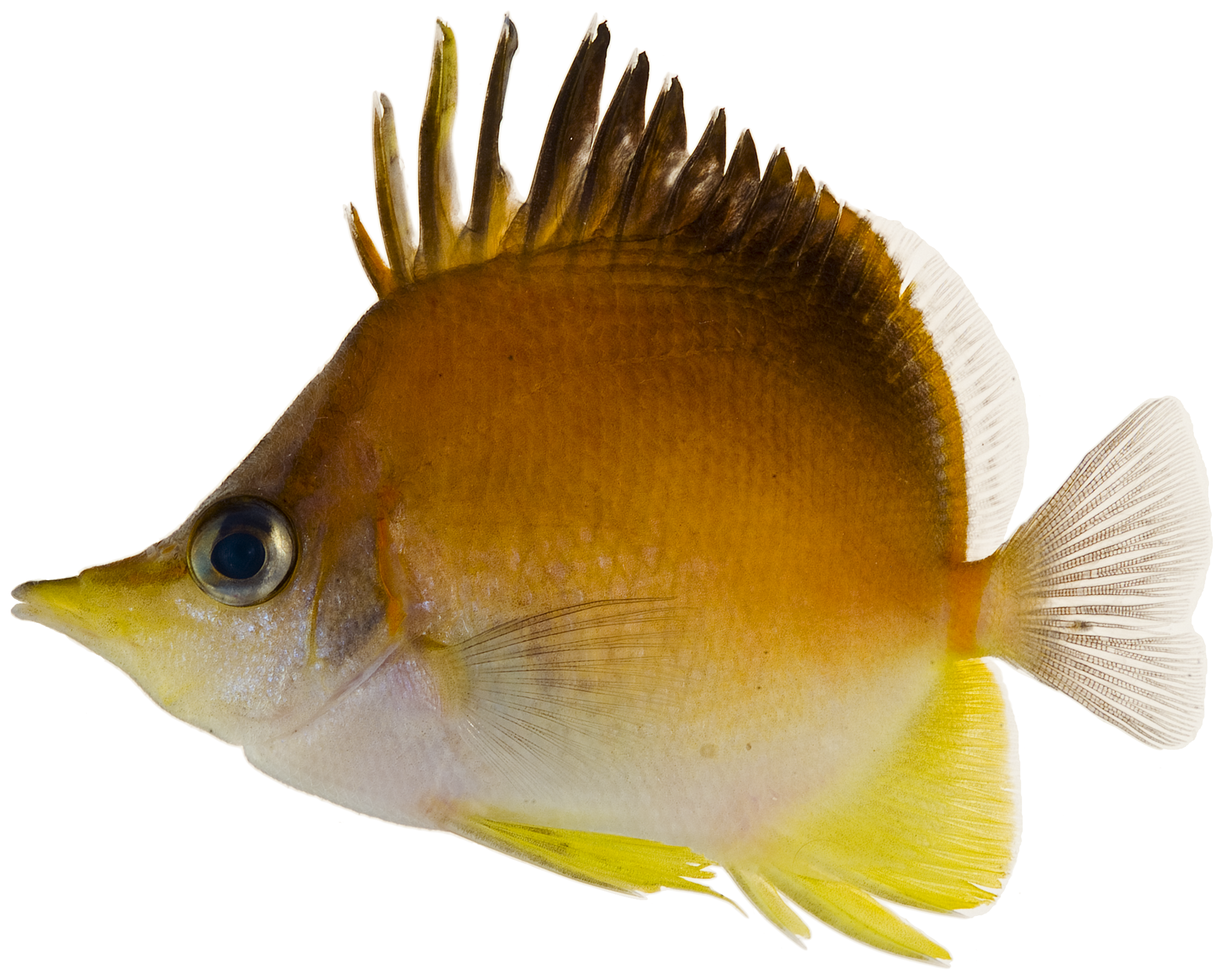
Longsnout butterflyfish（ウラシマチョウチョウウオ属）
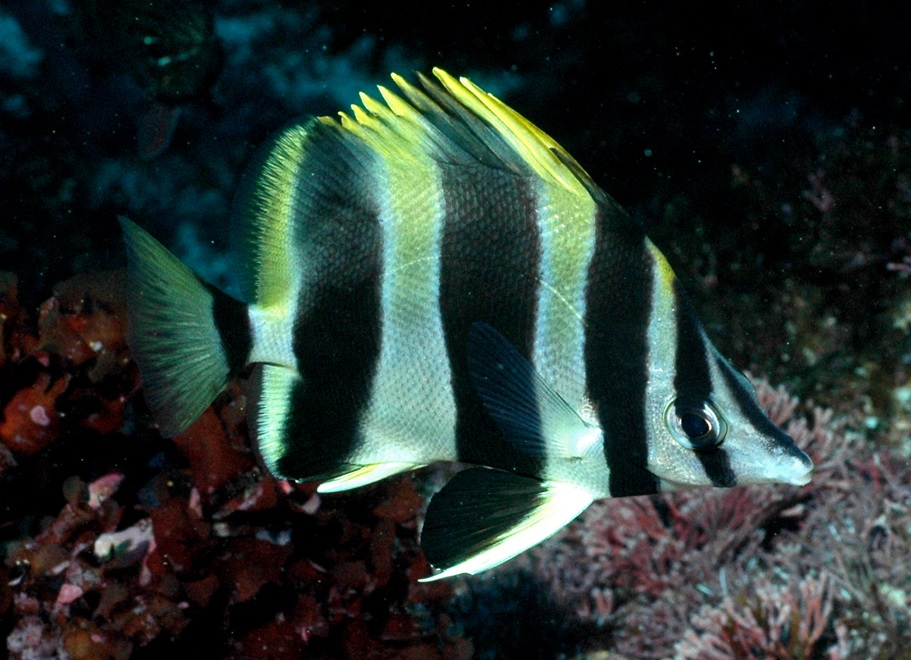
Lord Howe Island butterflyfish（Amphichaetodon属）
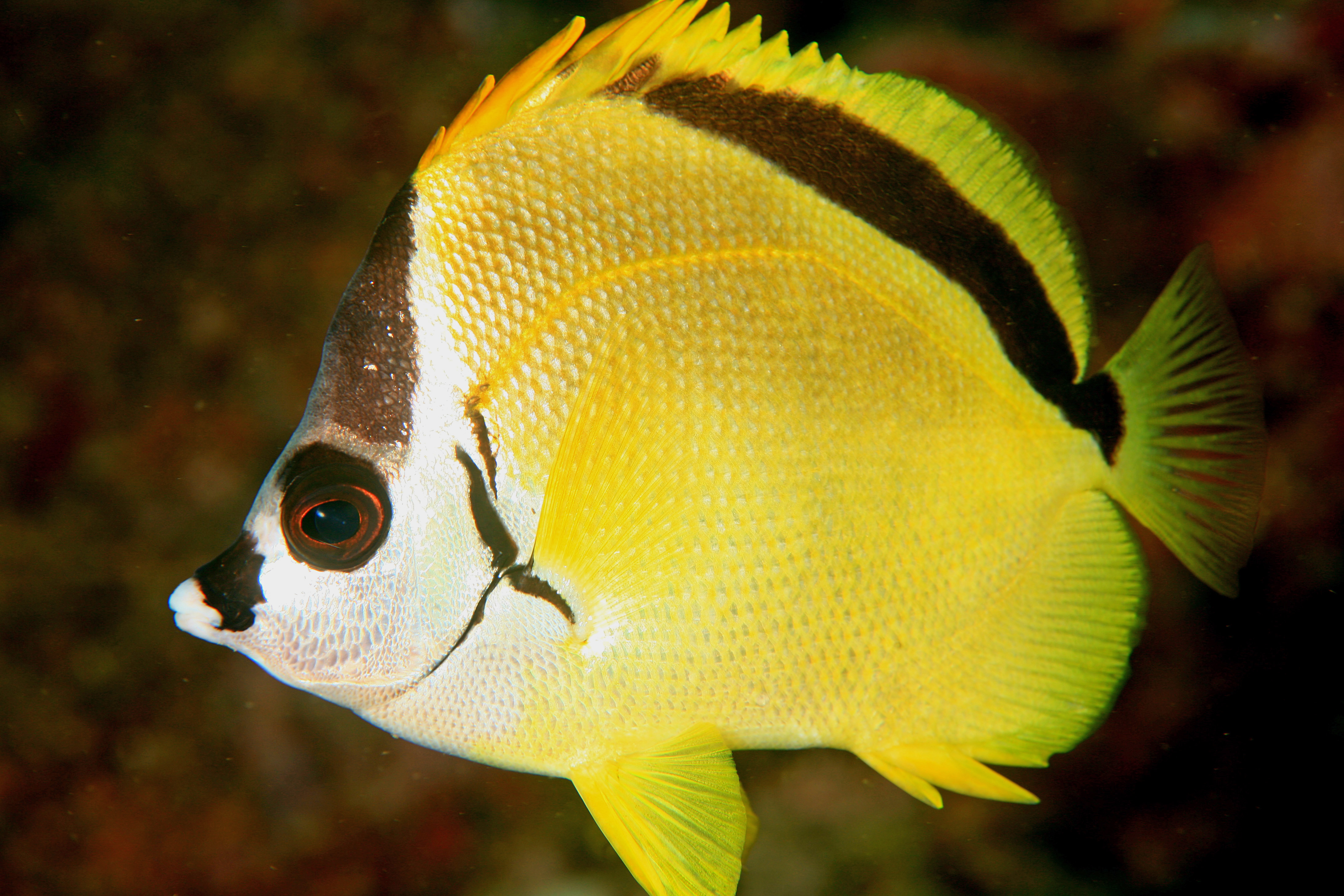
Blacknosed butterflyfish（Johnrandallia属）
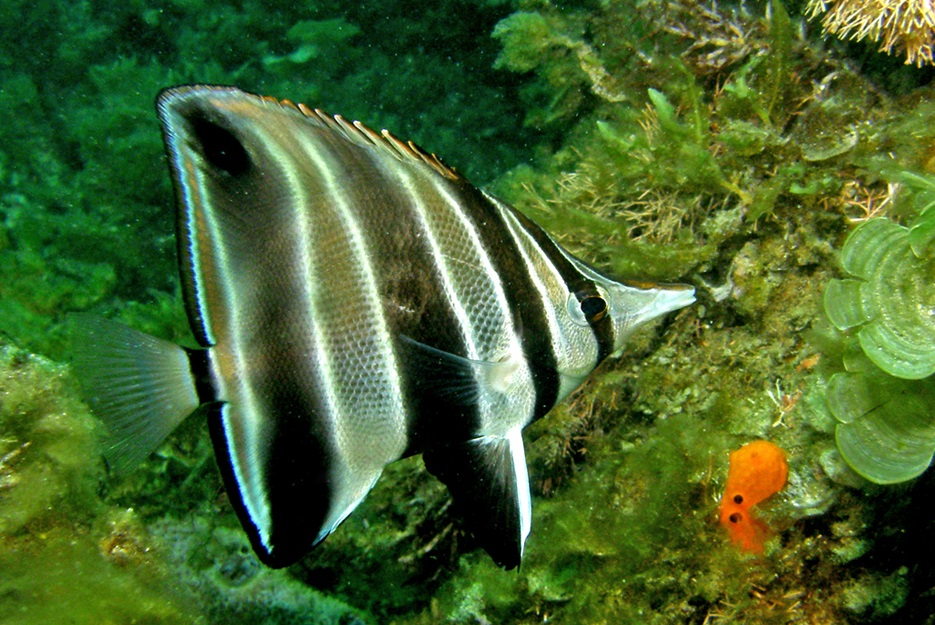
Western talma（Chelmonops属）

## 人とのかかわり
食用として利用されることは少ない。ほとんどの場合、観賞魚として利用されるが、海水魚の中でも餌付けが難しい種類が多い。個体の大きさ(生育段階)や食性によっては、人工配合飼料だけでは飼育できない場合もある。以下に代表的な種を食性別に分けた。食性と飼育の難易度は概ね対応する。
雑食性グループ（小型の甲殻類、サンゴのポリプ、コケなどの植物質のものなど様々なものを口にする）
アケボノチョウ、アミチョウ、アミメチョウ、イッテンチョウ、オニハタタテダイ、カガミチョウ、ゲンロクダイ、コクテンカタギ、ゴマチョウ、シラコダイ、スダレチョウ、セグロチョウ、チョウチョウウオ、チョウハン、ツキチョウ、テングチョウ、トゲチョウ、ニセフウライチョウ、ハタタテダイ、ヒメフウライチョウ、フウライチョウ、フエヤッコダイ、ベニオチョウ、ミゾレチョウ、ムレハタタテ、ユウゼン、レモンチョウ、インディアンバタフライフィッシュ、ゴールデン・バタフライフィッシュ、ブルーストライプド・バタフライフィッシュなど……雑食性の種は比較的環境に馴れると人工餌も口にする。そのため、このグループの種は飼育しやすい初級者向けに分類される。中でもアケボノチョウとミゾレチョウは特に餌付けが容易なので飼育しやすい入門種といえるが、ハシナガチョウのようになかなか餌付かない種もいる。
ポリプ食性グループ（主にサンゴのポリプを主食とする）
ウミヅキチョウ、オウギチョウ、スミツキトノサマダイ、トノサマダイ、ハクテンカタギ、ハナグロチョウ、ミカドチョウ、ミスジチョウ、ミナミハタタテ、ヤスジチョウ、ヤリカタギ、ゴールデン・ストライプド・バタフライフィッシュ、レインフォーズ・バタフライフィッシュなど……このグループの種はサンゴを与えないと飼育が難しい場合が多い。また、色彩も鮮やかな種もこのグループには多い。しかし、サンゴは高価なので経済的に悪い上、環境保全上の問題もある。但し、種によっては殻付きアサリを与えると餌付くので、徐々に人工餌に馴らせることもできる。このグループの種はどの種も難しい上級者向けに分類される。スミツキトノサマダイに関しては個体により人工餌を食べる場合もある。
プランクトン食性グループ（プランクトンを主食とする）
カスミチョウ、トンプソン・バタフライ、ブラックピラミッド・バタフライなど……このグループの種は細かい粒状の人工配合飼料を水流に乗せて与えると食べる。難しそうだが、比較的飼育しやすい中級者向けに分類される。しかし、このグループは小さく種類も少ない。また、入荷も少ないので、価格も比較的高めである。
食性不明グループ（何を口にするか不明なもの）
ウラシマチョウ、オブリーク・バタフライフィッシュなど……このグループの種は深場に生息する種が多く、観察される機会が少ない。水槽で飼育されたことがないものもいる。そのため、飼育の難易度は不明に分類される。
なお、上にあげた全ての種に上記の説明が常に当てはまるわけではなく、個体や種により、雑食性なのにポリプ専食だったり、生息環境が特殊で深いところや汽水のようなところだったり、もともと食べているものが特殊だったり、といった例外があることには注意すべきである。